# Horst Wagenführ
Horst Wagenführ (* 15. Mai 1903 in Langewiesen; † 1989) war ein deutscher Wirtschaftswissenschaftler.

## Leben
Horst Wagenführ studierte nach dem Besuch der Oberrealschule in Jena ab 1922 Staatswissenschaften und Philosophie an den Universitäten Jena, Wien und Innsbruck. 1927 wurde er in Innsbruck zum Dr. rer. pol. promoviert. Von 1929 bis 1933 arbeitete er als Assistent am Institut für Wirtschaftsbeobachtung der Hochschule für Wirtschafts- und Sozialwissenschaften Nürnberg, wo er 1932 habilitiert wurde. 1933 wurde er Dozent in Berlin. Im gleichen Jahr erschien seine Habilitationsschrift mit dem Titel Der System-Gedanke in der Nationalökonomie, in der er mit Bezug auf u. a. Werner Sombart, Othmar Spann und Friedrich Gottl von Ottlilienfeld eine „Wendung im Denken“ in der Nationalökonomie vertritt.
Am 1. Mai 1933 wurde Horst Wagenführ NSDAP-Mitglied sowie später auch Mitglied im Nationalsozialistischen Dozentenbund. Ebenso 1933 publizierte er die Auffassungen von Benito Mussolini zum Faschismus, die 1941 auch erschienen als: Der Geist des Faschismus. Ein Quellenwerk. Tornisterschrift des Oberkommandos der Wehrmacht, Abteilung Inland. Sonderausgabe der 4ten erweiterten Auflage der im Jahre 1933 erstmals erschienenen autorisierten deutschen Ausgabe von Benito Mussolini: Der Faschismus.
Am 24. Januar 1934 wurde Wagenführ die Professur für Nationalökonomie, Finanzwirtschaft und Statistik an der Universität Erlangen angeboten, welche er annahm, so dass er am 12. April 1934 dorthin berufen wurde. Wagenführ stand in der Tradition jener aufstrebenden jungen Wirtschaftswissenschaftler, die die deutsche wirtschaftstheoretische Geschichte im nationalsozialistischen Sinne umzuschreiben gedachten. Dabei trat Wagenführ besonders hervor, da er es sich zur Aufgabe gemacht hatte, der von Karl Diehl und Paul Mombert zwischen 1910 und 1926 herausgegebenen 20-bändigen Reihe Ausgewählte Lesestücke zum Studium der politischen Ökonomie eine unter völkisch-nationalsozialistischen Aspekten zusammengestellte und kommentierte Textsammlung entgegenzustellen. Diese erschien ab 1935 in acht Bänden unter dem Titel Volk und Wirtschaft – neue Lesestücke zur politischen Ökonomie. Im Zweiten Weltkrieg war Wagenführ ab 1944 für das Oberkommando der Wehrmacht tätig.
Nach 1945 verließ Wagenführ die Wissenschaft. Er arbeitete u. a. für das Tübinger Markt- und Meinungsforschungsinstitut Wickert in Illereichen, das ab 1966 unter dem Namen Institut für wirtschaftliche Zukunftsforschung firmierte und dessen Leiter er 1973 wurde. Nach 1945 trat er als Publizist eher populärwissenschaftlicher Schriften hervor wie: Schöpferische Wirtschaft. Pionier-Leistungen deutscher Erfinder und Unternehmer (1954) oder Wie die Wirtschaft funktioniert. Eine Wirtschaftskunde für jedermann (1955).

## Veröffentlichungen (Auswahl)
- mit Paul Thomas Fischer: Kartelle in Europa (ohne Deutschland), Nürnberg 1929.
- Forschungsstätten der Wirtschafts- und Sozialwissenschaften im deutschen Sprachgebiet, Nürnberg 1930.
- Kartelle in Deutschland, Nürnberg 1931.
- Deutsche, ausländische und internationale Kartellverträge im Wortlaut, Nürnberg 1931.
- (Hrsg.): Kartellgesetzgebung in Deutschland. Verordnungen, Gesetze, Entscheidungen und Urteile, Nürnberg 1933.
- Der Systemgedanke in der Nationalökonomie. Eine methodengeschichtliche Betrachtung, Nürnberg 1933.
- Korporative Wirtschaft in Italien, Berlin 1934.
- Gefolgschaft. Der germanische Kampfbund, Hamburg 1935.
- Begriff und Wesen der Volkswirtschaft, Berlin 1935.
- Preise und Preispolitik, Berlin 1937.
- Wirtschaftskunde des Versicherungswesens. Versicherung und Volkswirtschaft, Stuttgart 1938.
- Quellenbuch zur Wirtschaftskunde des Versicherungswesens, Stuttgart 1938.
- Kriegswirtschaft und Versicherung, Leipzig 1939.
- Großdeutschlands Wirtschaft, Leipzig 1939.
- Italien, Leipzig 1943.
- Schöpferische Wirtschaft. Pionier-Leistungen deutscher Erfinder und Unternehmer, Heidelberg 1954.
- Wie die Wirtschaft funktioniert. Eine Wirtschaftskunde für jedermann, Gütersloh 1955.
- Handelsfürsten der Renaissance, Stuttgart 1957.
- Wirtschaftliche Zukunftsforschung. Eine methodische Einführung in Theorie und Praxis, Tübingen 1969.
- Industrielle Zukunftsforschung, München 1971.
- Das Buch über die Freude, Stuttgart/Wiesbaden 1978.